# Patara Eksangkul
Patara Eksangkul (tiếng Thái: ภัทร เอกแสงกุล) hay còn gọi là Foei (tiếng Thái: เฟย),sinh ngày 10 tháng 5 năm 1995) là một diễn viên và người dẫn chương trình Thái Lan. Trước đây, anh là nghệ sĩ trực thuộc GMMTV.

## Tiểu sử và Sự nghiệp

### Tiểu sử
Foei sinh ngày 10 tháng 5 năm 1995, tại Bangkok, Thái Lan. Anh tốt nghiệp Khoa Nghệ thuật Truyền thông tại Đại học Chulalongkorn. Anh được chọn là một trong những người mang chùy thế hệ 5 của trường cho Trận đấu bóng đá truyền thống Chula – Thammasat lần thứ 70 vào năm 2015.

### Sự nghiệp
Anh bước chân vào làng giải trí qua lời mời của  Ekachai Ueasakhomset(Ek), điều đó đã mang Foei lại gần với ngành diễn xuất và anh đã có tác phẩm diễn xuất đầu tiên với GPA series. Ngoài ra anh còn tham gia vào các bộ phim xuất sắc khác như Pritsana Akhat (2015) , Love Songs Love Series: Sookah Yoo Hon Dai (2016), Club Friday Celeb's Stories: Happiness (2017)…
Sau 10 năm hoạt động dưới trướng GMMTV, ngày 1 tháng 7 năm 2025, Foei chính thức thông báo việc rời GMMTV qua Instagram cá nhân và trở thành nghệ sĩ tự do. 

## Điện ảnh

### Phim truyền hình
| Năm  | Tên phim                                   | Vai                     | Ghi chú   | Chú thích |
| ---- | ------------------------------------------ | ----------------------- | --------- | --------- |
| 2015 | GPA series                                 | Fei                     | Vai chính |           |
| 2015 | Pritsana Akhat                             | Ken                     | Vai chính |           |
| 2016 | Love Songs Love Series: Sookah Yoo Hon Dai | Peng                    | Vai chính | [ 6 ]     |
| 2016 | O-Negative                                 | Ong-Art                 | Vai phụ   |           |
| 2017 | Home Stay                                  | Porsche                 | Vai phụ   |           |
| 2017 | Club Friday Celeb's Stories: Happiness     | Cho                     | Vai chính |           |
| 2017 | Waen Dok Mai                               | Thapana                 | Vai phụ   |           |
| 2018 | Love Songs Love Series: Rao Lae Nai        | Foei                    | Vai phụ   |           |
| 2018 | Team Lah Torachon                          | Panu                    | Vai chính |           |
| 2018 | Love Songs Love Series: Gor Koey Sunya     | So                      | Vai phụ   |           |
| 2018 | Social Syndrome                            | Two (Ep. 5)             | Vai chính |           |
| 2019 | Korn Aroon Ja Roong                        | Ekkapop                 | Vai phụ   |           |
| 2019 | Theory of Love                             | Shane                   | Vai phụ   |           |
| 2019 | Raeng Tian                                 | Tanakrit                | Vai phụ   |           |
| 2020 | Turn Left Turn Right                       | Sun                     | Vai phụ   |           |
| 2020 | Rerng Rita                                 | Beer                    | Vai phụ   |           |
| 2020 | Pen Tor Uncensored                         | Aum                     | Vai phụ   |           |
| 2020 | Manner of Death                            | Songsak / Pued          | Vai phụ   |           |
| 2021 | Nabi, My Stepdarling                       | Ohm                     | Vai phụ   | [ 7 ]     |
| 2021 | Oh My Boss                                 | Mark                    | Vai phụ   | [ 8 ]     |
| 2021 | Baker Boys                                 | Pooh                    | Vai chính | [ 9 ]     |
| 2021 | The Player                                 | "Pitch" / Pitchaya      | Vai chính | [ 10 ]    |
| 2021 | The Revenge                                | Phop Akharaphaisansakul | Vai phụ   |           |
| 2022 | Home School                                |                         | Vai phụ   |           |
| 2022 | Astrophile                                 | Minjun                  | Vai phụ   |           |
| 2022 | Dirty Laundry                              |                         | Vai phụ   |           |
| 2022 | Mama Gogo                                  | Dome                    | Khách mời |           |
| 2023 | Midnight museum                            | Triphob                 | Vai phụ   |           |
| 2023 | Double Savage                              |                         | Vai chính |           |

### Phim Chiếu rạp
| Năm  | Tên phim  | Vai | Ghi chú | Chú thích |
| ---- | --------- | --- | ------- | --------- |
| 2017 | Net I Die | Sun | Vai phụ | [ 11 ]    |

### TV Show
| Năm  | Tên show                                         | Ghi chú                                                    |
| ---- | ------------------------------------------------ | ---------------------------------------------------------- |
| 2015 | Tuen Pai Dhamma                                  | Khách mời (Ep.29)                                          |
| 2015 | Loukgolf’s English Room                          | Khách mời (Ep.48)                                          |
| 2016 | Toe Laew                                         | Thành viên chính                                           |
| 2018 | School Rangers                                   | Khách mời (Ep.120-123, 133-134, 137-138, 165-166, 173-174) |
| 2018 | The Driver                                       | Khách mời (Ep.132)                                         |
| 2019 | 5 Golden Rings                                   | Khách mời (Ep.80)                                          |
| 2019 | Arm Share                                        | Khách mời (Ep.79, 83)                                      |
| 2019 | Arhaan Kong Alek                                 | Khách mời (Ep.63)                                          |
| 2020 | Off Gun Fun Night: Season 2 Special              | Khách mời (Ep.7)                                           |
| 2020 | Friend Drive                                     | Khách mời (Ep.21)                                          |
| 2020 | GoyNattyDream - Would You Love Us If We Love You | Khách mời (Ep.27)                                          |
| 2020 | Two Tigers                                       | Host chính                                                 |
| 2020 | Toe Laew 2                                       | Thành viên chính                                           |
| 2021 | Isuzu Max Challenge                              | Thành viên Team Black Dragon (Ep.1-2) Thành viên chính     |
| 2021 | The Winner Is March                              | Khách mời (Ep.8)                                           |
| 2021 | TOPTAPTALK                                       | Khách mời (Ep.19)                                          |
| 2022 | Safe House 4: Vote                               | Thành viên chính                                           |
| 2022 | Soul Match                                       | Khách mời (Ep.2)                                           |
| 2022 | Ohm Nanon Upvel                                  | Khách mời (Ep.5)                                           |
| 2022 | V Snap                                           | Host chính                                                 |
| 2022 | Young Survivors                                  | Khách mời (Ep.4)                                           |